# Conepatus castaneus proteus
El zorrino chico del norte o zorrino castaño del norte (Conepatus castaneus proteus) es la subespecie septentrional de las dos que integran a Conepatus castaneus, una especie de mofeta endémica del centro de la Argentina. La otra subespecie con la cual comparte la especie es: Conepatus castaneus castaneus (d'Orbigny and Gervais, 1847), sinónimo: Conepatus humboldtii castaneus.

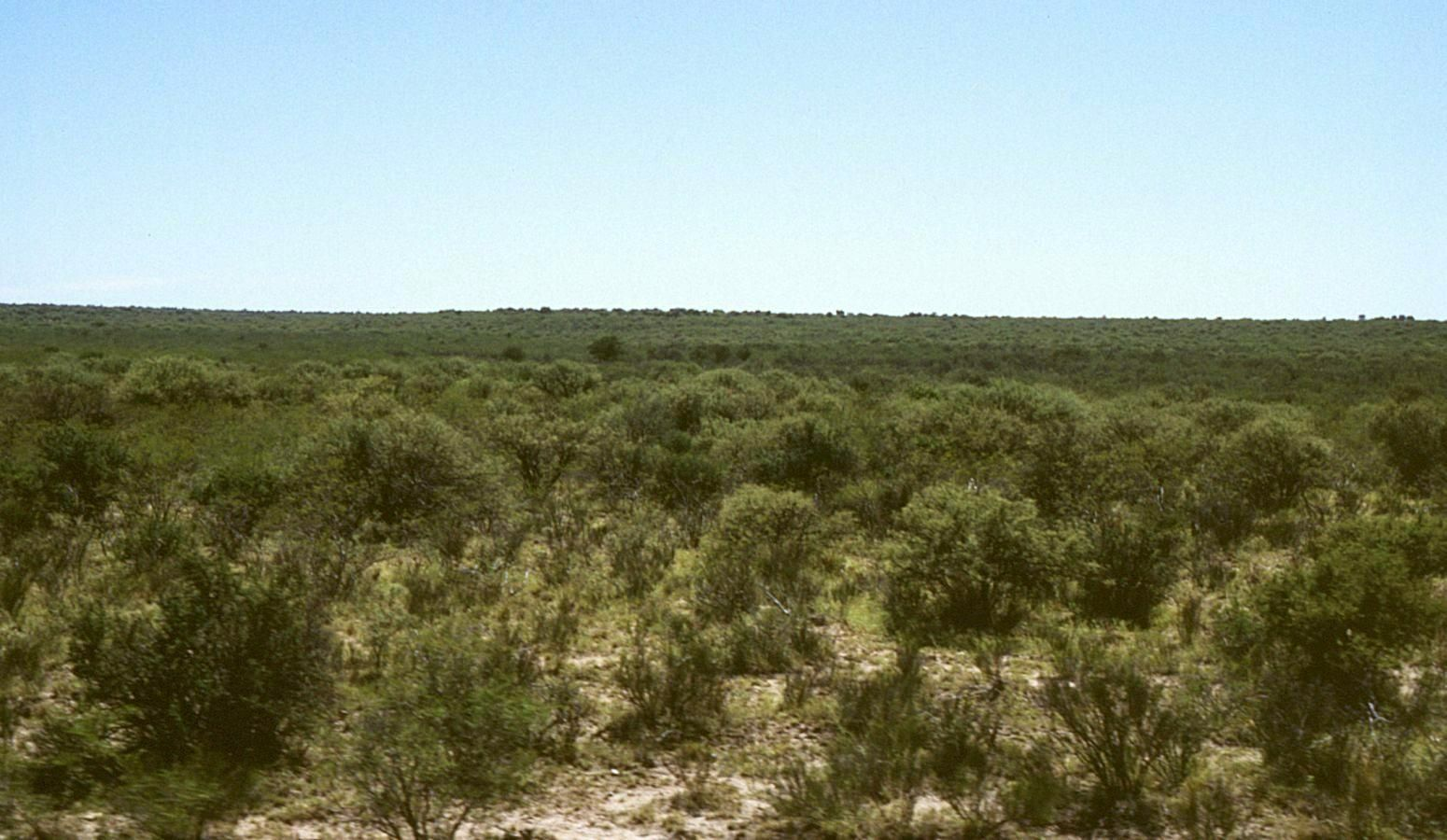
Vegetación típica de la provincia fitogeográfica del monte en la zona de Balde, San Luis; uno de los hábitats característicos de este taxón.

## Descripción
Posee un cuerpo delgado, con una frondosa y larga cola. La cabeza presenta un hocico corto y fino. El pelaje destaca por ser de color negro, pero presentando dos angostas franjas de color blanco que no se unen en la frente, incluso son frecuentes los ejemplares que sólo cuentan con dos líneas blancas sobre la región escapular. Entre ambas bandas blancas, el pelaje exhibe tonos castaños, los que motivan uno de sus nombres vulgares. Bajo la cola, a ambos lados del ano, posee las glándulas anales que producen su característico y fétido líquido defensivo.
Se alimenta de invertebrados, pequeños vertebrados, huevos y algunos vegetales.

## Taxonomía
Algunos autores la tratan como una subespecie de Conepatus humboldtii: Conepatus humboldtii proteus. Para otros, es una subespecie de Conepatus castaneus, al creer que ese taxón tiene rango de especie plena, distinguible de C. humboldtii por poseer un tamaño menor, y por la distribución del blanco dorsal; C. humboldtii presenta dos anchas bandas blancas que se unen en la frente; en cambio C. castaneus presenta dos angostas franjas que no se unen en la frente, incluso son frecuentes los ejemplares que sólo cuentan con dos líneas blancas sobre la región escapular. Al tener estéticamente un color de pelaje inferior, fue menos depredado por la industria peletera como sí ocurrió con el C. humboldtii.

## Hábitat y distribución
Este taxón es un endemismo del centro de la Argentina. Se distribuye desde las provincias de La Rioja y Santiago del Estero (posiblemente también el sur de Catamarca), por el norte; continuando por el noroeste de Córdoba, y este de San Juan; hasta el noreste de Mendoza y San Luis, por el sur.   
Habita en estepas arbustivas y bosques xerófilos abiertos. Es característico del distrito fitogeográfico del monte de sierras y bolsones, uno de los distritos fitogeográficos en que se divide la provincia fitogeográfica del monte. También tiene poblaciones en el distrito fitogeográfico chaqueño árido, que pertenece a la provincia fitogeográfica chaqueña.